# Prosopocera usambarica
Prosopocera usambarica là một loài bọ cánh cứng trong họ Cerambycidae.